# Martin Fischer-Dieskau
Martin Fischer-Dieskau (Berlín, 1954) es un director de orquesta alemán.

## Biografía
Hijo del reputado barítono Dietrich Fischer-Dieskau y de la chelista Irmgard Poppen, se crio en un ambiente musical y ya a los diez años mostró sus deseos de dedicarse a la dirección de orquesta tras asistir a una representación de Don Giovanni que protagonizaba su padre en la Deutsche Oper de Berlín.
Su madre murió en 1963 cuando Martin tenía doce años de edad. Su ausencia y el autoritarismo de su padre le hicieron rebelarse hasta el punto que llegó a declarar en una entrevista que seguramente le habría resultado más fácil su desarrollo musical si hubiera nacido en otra familia.
Estudió dirección de orquesta, violín y piano en Viena, Berlín y Siena. Asistió a clases magistrales de Franco Ferrara, Seiji Ozawa y Leonard Bernstein.
Su carrera profesional comenzó en la temporada 1978/79, cuando fue nombrado asistente de Antal Doráti en la Orquesta Sinfónica de Detroit.
Tras distintos trabajos en Augsburgo, Aquisgrán y Hagen, Martin Fischer-Dieskau fue nombrado director titular del Theater Bern en 1991.
Fue director invitado en los festivales musicales de Helsinki y Granada y fue director artístico del Youth Festival de Bayreuth en 1993.
Ha dado clases de dirección de orquesta en la Hochschule für Künste Bremen (University of the Arts Bremen) a partir de 1995.
- Datos: Q6775433